# Moda circular

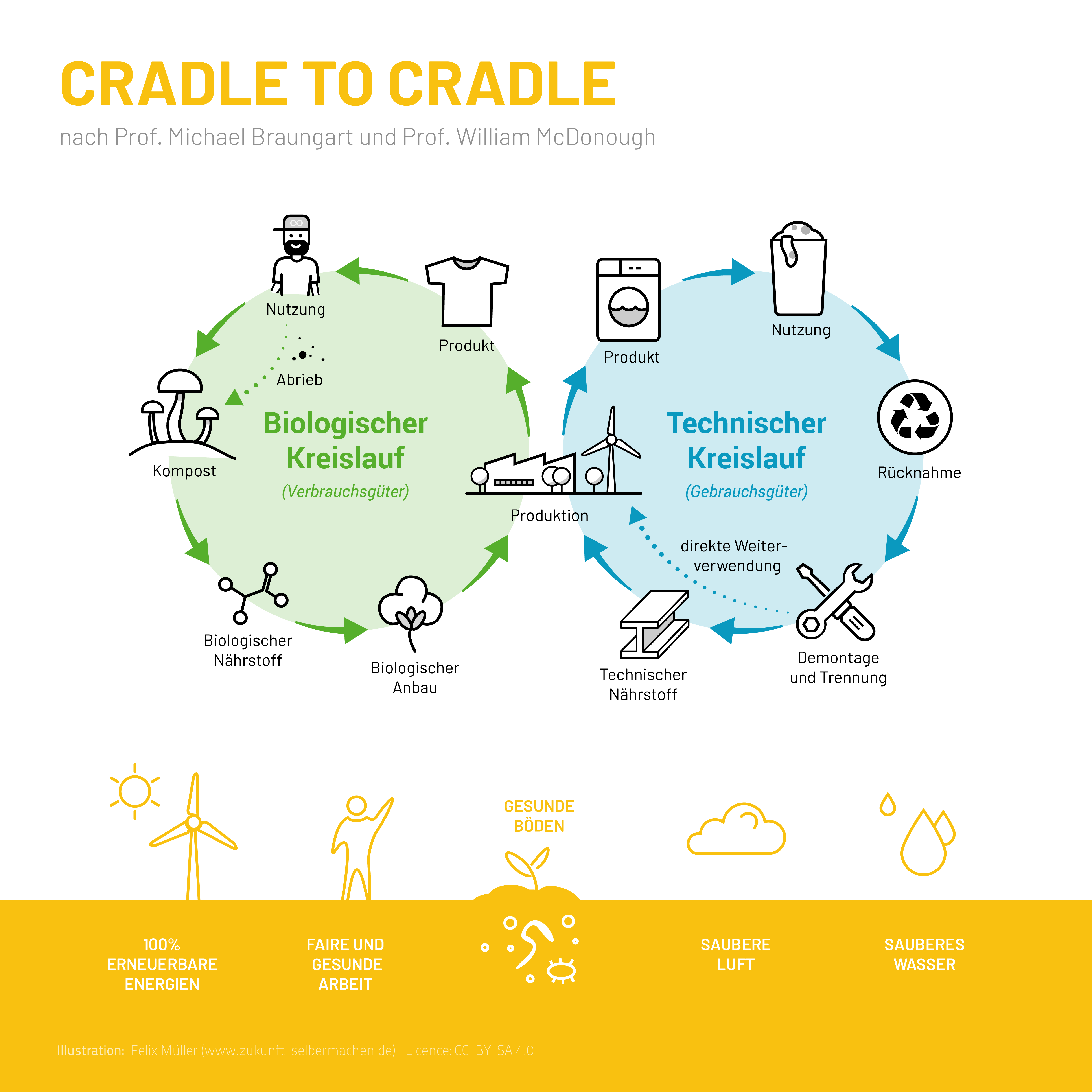

La moda circular, parte de la moda sostenible y se apoya en la economía circular.
Es aquella en la que la ropa, los zapatos o los accesorios se diseñan, se crean y se comercializan con el fin de ser usados y manufacturados de forma responsable y efectiva en el ciclo de consumo durante el máximo tiempo posible, de la manera más valiosa, para reinsertarlos más tarde en la biosfera de forma segura cuando las personas ya han aprovechado todo su potencial.
Trata de eliminar los conceptos del residuo y la contaminación. Los productos y materias primas se utilizan todo lo posible, también mediante la reutilización y el reciclaje, donde se regeneran los recursos naturales.
Repara en la responsabilidad, la trazabilidad y el ciclo vital completo de un producto: desde las semillas y la creación de las fibras, el diseño y los materiales, los tintes y los acabados, la producción y la distribución hasta los trabajadores de las fábricas, el transporte y el empaquetado, y las opciones del consumidor de reparar, reutilizar o revender el producto. Otorga responsabilidad a toda la cadena de suministro, a los fabricantes de las prendas y accesorios. Unifica a la industria textil por un objetivo común: diseñar, producir y consumir prendas limpias, seguras y éticas.

## Origen y propósito
Todos los años se producen toneladas de ropa que tiramos a la basura. Cada segundo, un camión repleto de ropa se quema o se deshecha en vertederos. La industria textil está entre las más contaminantes del mundo y es una de las principales responsables de las microfibras de plástico que terminan en los océanos.
La clave para cambiar el impacto ambiental y social radica en las decisiones diarias que tomamos, y escoger el modelo de la moda circular es una gran alternativa.
El concepto fue acuñado en 2014 por Anna Bismar y ha conseguido convertirse en uno de los términos más usados en la industria de la sostenibilidad. Y no es de extrañar, ya que desafía la forma en la que se produce y nos relacionamos con la ropa.
Los sistemas económicos actuales están basados en sistemas lineales. Se explotan los recursos del planeta, se convierten en productos para el beneficio humano y posteriormente se descartan cuando ya no son útiles. En ciertas ocasiones se trata de introducir el reciclaje, pero continúa siendo un modelo de “usar y tirar”. A diferencia de esto, la moda circular promueve mantener los recursos en circulación tanto tiempo como sea posible a través de productos que, una vez usados, se puedan reconvertir en nuevos productos sin tener que extraer nuevos recursos.

## Ciclos de materiales
Hay dos ciclos materiales en el sistema de circular:
Los ciclos biológicos se centran en devolver los residuos a la naturaleza.
Los ciclos técnicos tienen como objetivo garantizar que los métodos mediante los cuales se diseñan y comercializan productos y componentes se implementan de manera que permitan su reutilización.
Esto incluye no solo diseñar a partir de desechos y reutilizar materiales vírgenes, sino también considerar, desde una perspectiva de diseño, cómo se fabrica, usa y finalmente se desecha el producto. Algunos temas a tener en cuenta incluyen la utilización de monomateriales, asegurarse de qué componentes como fornituras, costuras y cremalleras pueden ser fácilmente desmontables y reutilizables, y el uso de tintes no contaminantes.
En definitiva, una economía circular donde la moda juega un papel vital. Crear mejores productos y servicios para las personas y contribuir a una industria de la moda más innovadora y sostenible. Apuesta por un funcionamiento natural de cero residuos, ya que los residuos se convierten positivamente en nutrientes en nuestro sistema, regenerando el medio ambiente y priorizando los derechos de todos los que trabajan en la industria de la moda.

## Proyectos impulsores
Las hermanas Mariana y Carlota Gramunt, fundadoras de la marca de moda Sidikai, se dieron cuenta de que propuestas sostenibles como la suya no resolverían los problemas sistémicos de la industria, por lo que crearon T-Neutral, una plataforma diseñada para ayudar a los fabricantes a introducir la circularidad en sus materiales. “Para evitar que los textiles acaben en los vertederos, hay que atacar el problema de raíz”, explican las hermanas Gramunt. Con esta premisa, y basándose en modelos existentes que pretenden reducir contaminantes como el carbono o el plástico, han desarrollado una fórmula que se puede aplicar a cualquier empresa para medir la huella e impacto ambiental de la producción textil. Con los datos obtenidos, teniendo en cuenta la trazabilidad de los materiales, desarrollaron un plan de reciclaje de tejidos y reducción de consumibles.
Sepiia se ha unido a la plataforma para mejorar sus objetivos de sostenibilidad. La empresa vende ropa hecha con telas duraderas que no se manchan ni se arrugan. La responsable de comunicaciones de la empresa, Nerea Alonso, compartió que incluso con ajustes personalizados, el 10% de la tela se pierde antes de que la prenda llegue al cliente. Ellos recolectan y reciclan el exceso, pero aun así tienen desperdicios, y la ropa que se tira termina en la basura. “Pueden acabar en el vertedero o incinerados, por eso lo que hemos hecho es recuperar las prendas, nuestros clientes nos las pueden enviar al final de su ciclo de vida y el mismo proveedor de nuestra línea la recicla”, explicó cómo la acción puede ser resuelta. Alonso confirma la falta de información, regulación y servicios: “Muchos factores en el textil no están regulados y no hay reglas que te digan qué hacer, depende de ti dar lo mejor”.

## Nuevos conceptos
- Diseño circular: es una estrategia que busca utilizar los recursos limitados de la tierra de una manera más sostenible y responsable. En el diseño circular, cada material se considera parte de un sistema cuya recuperación y reutilización se anticipa y activa.
- Recursos circulares: Diseñado para su reutilización. También se pueden extraer de cadenas de residuos lineales para nuevos usos.
- Flujo de materias circulares: Los materiales que salen del ciclo industrial no deben ser nocivos ni estar sujetos a efectos nocivos. Asimismo, necesitamos aportar nutrientes activos a los sistemas implicados.
- Sistemas circulares: Su principal objetivo es eliminar el concepto de desperdicio. Los sistemas circulares aplicados a los textiles garantizan un futuro más resistente y sostenible en una de las industrias más contaminantes del mundo. Hasta ahora, el concepto de circularidad se consideraba poco práctico. Hay problemas técnicos con los materiales, pero también hay problemas sociales y de comportamiento del consumidor. Sin embargo, puedes utilizar diferentes métodos para acercarte a tu objetivo.
- Restaurar y redirigir los recursos existentes: se requieren avances tecnológicos para redefinir los usos de los materiales existentes para que puedan ser utilizados de manera eficiente y ser transformados tecnológicamente para nuevos usos. Es necesario educar a los consumidores sobre cómo desechar correctamente su ropa y devolverla para su reprocesamiento y reutilización.
- Diseño de nuevos materiales para su reutilización: Necesitamos diseñar materiales y productos con cualidades que permitan ser reciclados y reutilizados a lo largo de su ciclo de vida. De esta forma, avanzamos hacia una industria de cero residuos.  Algunos ejemplos:
- Materiales fabricados a partir de residuos alimentarios.
- Producción automatizada e inteligente.
- Amplia personalización.
- Recuperación de fibra.
- El proceso no utiliza agua ni productos químicos.
- Reventa de ropa de consumidor a consumidor.
- Librerías de ropa registradas.
- Servicio de alquiler de ropa.
- Mapeo digital de materiales excedentes.[5]

## Responsabilidad del consumidor
Algunos consejos que el consumidor puede seguir para aportar en esta transformación son:
- Evita las compras compulsivas, compra solo lo necesario.

- Invierte en prendas de calidad.

- Alarga el tiempo de uso de las prendas y accesorios.

- Apoya el comercio local.

- Compra moda de segunda mano.

- Aprende a cuidar correctamente tu ropa.[6]

## Retos de la moda circular
El precio de la moda sostenible sigue siendo un hándicap tanto para consumidores como para productores. La moda sostenible y circular debe tratar de convertirse en una moda democrática. Se observa que el trabajo de los consumidores por concienciarse se está llevando a cabo. Es importante, en este sentido, que la moda sostenible se comunique a nivel global para que, cada vez, se asienten más los nuevos hábitos de consumo y haya una mayor sensibilización medioambiental.
Los consumidores aprenderán prácticas como la reutilización de las prendas de sus propios armarios, su reparación, o incluso su reventa. Además, comenzarán a observar cambios positivos en su día a día, modificarán sus hábitos alimenticios a unos más sanos y sostenibles, y verán una mejora en su economía y en su salud mental y física.
La moda sostenible solo será posible si se fomenta una comunidad mundial que se apoye mutuamente, esto beneficiará tanto a consumidores como a empresas de moda sostenible. Esto se apoyará con la creación de eventos, cursos, actividades y participación en asociaciones sostenibles. Tender al individualismo no hará posible un futuro sostenible.

### Influencia en los jovenes
La moda circular está teniendo una influencia creciente en los jóvenes, especialmente por varias razones:
1. Conciencia ambiental: muchos jóvenes están preocupados por el cambio climático y el impacto del consumo. La moda circular se alinea con sus valores de sostenibilidad.
2. Identidad y expresión: usar ropa vintage, de segunda mano o intercambiar prendas permite destacar un estilo propio y diferenciarse del consumo masivo.
3. Economía: comprar o intercambiar ropa usada suele ser más accesible económicamente, lo cual atrae a estudiantes o personas jóvenes con presupuestos limitados.
4. Redes sociales: plataformas como TikTok o Instagram han ayudado a popularizar desafíos de ropa reciclada, DIY, o hauls de tiendas de segunda mano.
5. Empoderamiento: la moda circular también despierta el interés emprendedor, con muchos jóvenes creando marcas sostenibles, organizando ferias de trueque o vendiendo ropa reciclada online.